# Strothmann (Brennerei)

Kräuterflasche von Strothmann

Die Wilhelm Strothmann GmbH in der ostwestfälischen Stadt Minden war ein Spirituosenhersteller, der 1886 gegründet und 1996 von der Gründungsfamilie verkauft wurde. Heute gehört der Produktionsstandort Minden zur Berentzen-Gruppe und nennt sich Strothmann Spirituosen GmbH und Co KG.

## Geschichte
Wilhelm Strothmann gründete 1886 in der südlichen Innenstadt von Minden die Brennerei Strothmann. Bekannt wurde die Brennerei durch den hier gebrannten Kornbrand und Kräuterschnaps. Produktionsstandorte waren unter anderem die Brennerei Schlichte in Steinhagen oder die Brennerei in Stemmer. In der Zeit nach dem Zweiten Weltkrieg gehörten zahlreiche bekannte Einzelsorten zum Angebot der Brennerei Strothmann, wie zum Beispiel „Strothmann-Kristall“, „Der Seidenweiche“, „Lippizaner“, „Kornett“ sowie der „Der alte Hoberger“.
Die Brennerei Strothmann war ein Familienbetrieb seit 1886. Als der letzte Inhaber und Geschäftsführer Wilhelm Strothmann keinen Nachfolger fand, wurde der Betrieb 1988 an die niederländische „Lucas Bols“ verkauft.  Nach Übernahme durch Bols blieb der Sitz der Gesellschaft weiterhin Minden. Erst als Bols den Betrieb 1996 an Berentzen veräußerte, folgten nach und nach Konsequenzen in Form von Rationalisierung und letztlich Markenübernahme. Anschließend verlegte Berentzen den gesamten Produktionsprozess nach Minden-Hahlen, wo die Brennerei mit rund 100 Mitarbeitern produziert. An diesem Standort werden die Spirituosen der Berentzen Gruppe hergestellt, zurzeit rund 80 Millionen Flaschen pro Jahr. Von hier aus werden die Waren mit dem Zug über die Mindener Kreisbahnen nach Stadthagen ins Zoll- und Auslieferungslager transportiert.

### Geschäftshaus Minden
Das ehemalige Geschäftshaus der Brennerei Strothmann in Minden wurde 1923/1924 nach Plänen des Architekten Wilhelm Kreis errichtet und steht heute unter Denkmalschutz. Im Turm der Brennerei Strothmann ist die Sternwarte des Ratsgymnasium Minden untergebracht. Im Keller des ehemaligen Produktionsgebäudes ist der Jazz Club Minden untergebracht.

### Standort Stemmer
Die Alte Kornbrennerei Strothmann in Stemmer wurde 1904 übernommen und als Produktionsstätte ausgebaut. 1999 wurde der Betrieb geschlossen.

### Standort Steinhagen
1922 gründete Strothmann in Steinhagen eine Niederlassung, in der vor allem Steinhäger gebrannt wurde. 1970 gab die Brennerei den Betrieb hier auf.  Die Strothmann-Betriebsgebäude an der Mirabellenstraße existieren nicht mehr; an der Stelle befand sich von 1987 bis 2007 die Spedition Kühne + Nagel.

## Strothmann Stiftung
Die Stiftung wurde aus dem Vermögen von Hans-Joachim und Christa Strothmann 2006 gegründet, die einen Großteil dessen aus dem Verkauf der Brennerei an Bols erhalten haben.